# Küss mich, Dummkopf
Küss mich, Dummkopf (Originaltitel: Kiss Me, Stupid) ist eine US-amerikanische Filmkomödie von Billy Wilder aus dem Jahr 1964 mit Dean Martin, Kim Novak und Ray Walston in den Hauptrollen.

## Handlung
Für zwei Amateur-Songschreiber aus dem verschlafenen Wüstenkaff Climax, Nevada, ergibt sich die Chance ihres Lebens, als der berühmte Sänger Dino auf seinem Weg von Las Vegas nach Los Angeles in ihrem winzigen Nest Halt macht. Um ihn über Nacht festzuhalten, manipulieren sie sein Auto und engagieren die Prostituierte Pistolen-Polly, um ihn bei Laune zu halten. Polly soll, um den Womanizer Dino um den Finger zu wickeln, die Ehefrau von Klavierlehrer Orville J. Spooner, einem der beiden Hobby-Komponisten, spielen. Der eifersüchtige Orville lässt sich schließlich auf den Vorschlag seines Songschreiber-Kollegen und Freundes Barney Millsap ein. Er muss dazu jedoch seine Frau Zelda aus dem Haus schaffen, was er mit einem mühsam angezettelten Ehestreit auch schafft. Zelda flieht in ihrer Wut erst zu ihrer Mutter, dann ins Belly Button (engl.: „Bauchnabel“) und in einen kräftigen Rausch. Betrunken wird sie von der Wirtin in Pollys Wohnwagen verfrachtet.
Unterdessen ist Polly in Zeldas Heim fast am Ziel, auch wenn ihr Dinos Wüstlingsmanieren gar nicht behagen. Doch da bekommt Orville einen „Moralischen“ – denn er hat auch Gefühle für Polly entwickelt. Er wirft Dino aus dem Haus und verbringt lieber selbst die Nacht mit Polly. Dino sucht derweil Trost in der Nachtbar Belly Button, findet aber nichts Passendes. In Pollys Wohnwagen, auf den ihn der Barkeeper verweist, trifft er auf die inzwischen wieder halbwegs nüchterne Zelda, die sich nach kurzem Zögern auf das Spiel einlässt, um Dino einen Song ihres Ehemanns schmackhaft zu machen.
Am nächsten Morgen trifft Zelda auf Polly und schenkt ihr das Honorar der letzten Nacht, damit diese Climax verlassen und sich ein neues Leben aufbauen kann. Ihren Mann lässt sie aber im Glauben, sie sei zur Scheidung fest entschlossen. Nachdem sie ihn eine Weile hat zappeln lassen, überrascht Zelda den reumütigen Orville schließlich damit, dass sie Dino einen Song verkauft hat. Als Orville nun überhaupt nicht mehr durchblickt, bemerkt seine Frau nur: „Küss mich, Dummkopf!“ („Kiss me stupid!“)

## Hintergrund
- Die Handlung des Films basiert auf dem Bühnenstück L’Ora della Fantasia von Anna Bonacci.
- Für die Rolle des Orville J. Spooner wollte Billy Wilder zunächst Jack Lemmon verpflichten, mit dem er schon in Manche mögen’s heiß, Das Appartement und  Das Mädchen Irma la Douce erfolgreich war. Doch der musste wegen anderweitiger Verpflichtungen absagen.
- Für die Rolle wurde schließlich Peter Sellers engagiert, der jedoch nach drei Wochen Drehzeit einen Herzinfarkt erlitt. Kurzfristig wurde die Rolle mit Ray Walston umbesetzt, der schon in Das Appartement einen der Vorgesetzten von Jack Lemmon als C. C. Baxter spielte. Im Nachhinein war Wilder nicht glücklich mit dieser Besetzung.
- Auf Verlangen der Catholic Legion of Decency musste die Komödie an verschiedenen Stellen gekürzt und verändert werden. Herausgeschnitten wurden unter anderem 30 Sekunden, in der sich  Dino über Pistolen-Polly beugt, während die Szene nachgedreht wurde, in der Dino einschläft, bevor es zur Verführung kommen kann.[2] Dennoch wurde der Film wegen seiner anzüglichen Handlung von Kirchenkreisen scharf verurteilt und zudem von der Kritik verrissen. Der Erfolg früherer Wilder-Werke blieb diesem Film versagt, auch wenn er auf den Filmfestspielen von Cannes den ersten Preis gewann.
- Das Auto, das Dean Martin fährt, ist ein Dual-Ghia, ein extrem seltenes Auto, von dem nur 117 Exemplare in amerikanisch-italienischer Koproduktion gefertigt wurden. Der Sportwagen, von dem 2006 noch 32 Stück existiert haben sollen, wurde vor allem von Prominenten aus dem Showbusiness gefahren. Das im Film verwendete Auto gehörte tatsächlich Dean Martin.
- Die Außenaufnahmen des Kaffs Climax wurden in Twentynine Palms im kalifornischen San Bernardino County gedreht. Die Eröffnungsszene entstand vor dem legendären Hotel Sands  in Las Vegas. Teile der Innenaufnahmen wurden im Aquarius Theatre und im Moulin Rouge Night Club in Los Angeles gedreht.
- Der Film wurde von der Mirisch Corporation, die einen Vertriebsvertrag mit United Artists hatte, produziert. Wegen der sich schon im Vorfeld abzeichnenden moralischen Verurteilung wurde er jedoch von dem kleinen Label Lopert Pictures herausgebracht.

## Deutsche Synchronfassung
Küss mich, Dummkopf kam am 25. Dezember 1964 in die westdeutschen Kinos, die erste Ausstrahlung im Fernsehen erfolgte am 5. Dezember 1973 beim Bayerischen Rundfunk.
| Rolle              | Darsteller   | Synchronsprecher (Fassung 1964) |
| ------------------ | ------------ | ------------------------------- |
| Dino               | Dean Martin  | Gert Günther Hoffmann           |
| Pistolen-Polly     | Kim Novak    | Beate Hasenau                   |
| Orville J. Spooner | Ray Walston  | Hans Putz                       |
| Zelda Spooner      | Felicia Farr | Ingeborg Wellmann               |
| Barney Millsap     | Cliff Osmond | Gerd Duwner                     |
| Smith              | Henry Gibson | Wolfgang Draeger                |

## Kritiken
„Wilders Komödie ist eine bis zum Zynismus perfekt kalkulierte Mischung aus Slapstick, Turbulenz und Starkult-Parodie.[…] Einer der kältesten Filme Wilders, dem in seiner höhnischen Bloßstellung jede Wärme und ‚Barmherzigkeit‘ fehlt.“

„Hätte man Wilders Film in Ruhe gelassen, wäre er das geblieben was er war – eine kluge und charmante Verurteilung der Unmoral.“

„Ray Walston ist in der Hauptrolle einzigartig uncharmant.“